# 人民公園 (布達佩斯)

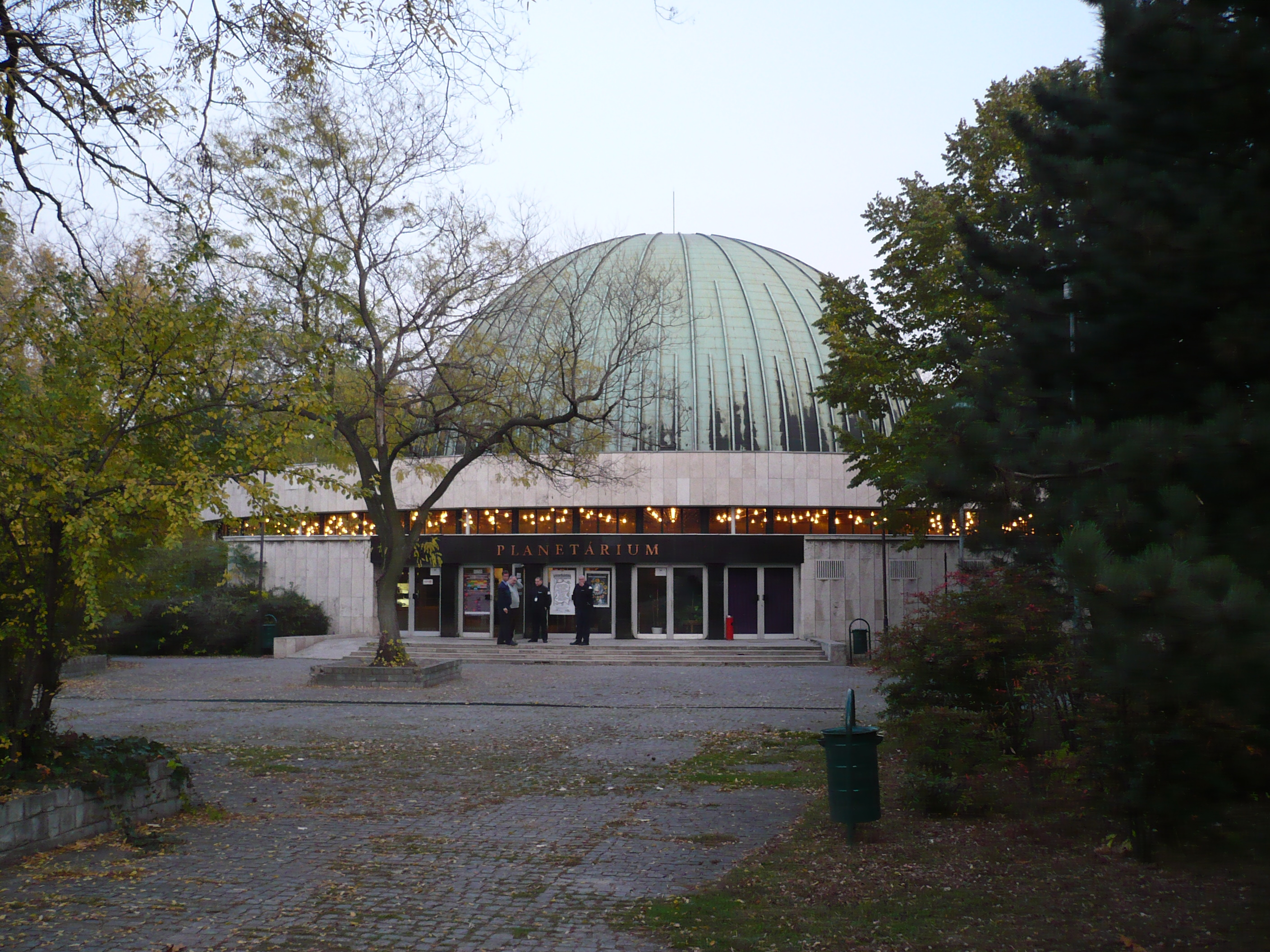
人民公園內的天文台

人民公園（Népliget）是匈牙利首都布達佩斯最大的公園，位於布達佩斯對市中心的東南部，面積110公頃（270英畝）。人民公園的興建是為了紀念佩斯、布達、舊布達三地合併100週年。這裡也是1936年匈牙利大獎賽的場地。